# Hydraena wrasei
Hydraena wrasei är en skalbaggsart som beskrevs av Manfred A. Jäch 1992. Hydraena wrasei ingår i släktet Hydraena och familjen vattenbrynsbaggar. Inga underarter finns listade i Catalogue of Life.